# Ambierle
Ambierle é uma comuna francesa na região administrativa de Auvérnia-Ródano-Alpes, no departamento de Loire. Estende-se por uma área de 30,76 km². Em 2010 a comuna tinha 1 956 habitantes (densidade: 63,6 hab./km²).